# Оптическое волокно
Опти́ческое волокно́ (сокр. оптоволокно́) — диэлектрическая среда передачи в виде нити из оптически прозрачного материала (стекла или пластика), предназначенная для канализации электромагнитных волн видимого (свет) и инфракрасного диапазонов посредством полного внутреннего отражения. Оптическое волокно имеет многослойную (как правило, коаксиальную) конструкцию и характеризуется профилем показателя преломления.
Физические явления, возникающие и протекающие в оптических волокнах, изучает волоконная оптика — раздел оптики, применяемый в машиностроении и телекоммуникациях. Кабели на базе оптических волокон (волоконно-оптические кабели) используются в волоконно-оптической связи, позволяющей передавать информацию на бо́льшие расстояния и с большей скоростью передачи данных, чем электрические средства связи. В ряде случаев они также используются при создании датчиков.

## История
Принцип передачи света, используемый в волоконной оптике, был впервые продемонстрирован в XIX веке, но повсеместное применение было затруднено отсутствием соответствующих технологий.
В 1934 году американец Норман Р. Френч получил патент на оптическую телефонную систему, речевые сигналы в которой передавались при помощи света по стержням чистого стекла.
В 1950-е годы Брайан О’Бриен и Нариндер Капани (который в 1956 году ввёл термин «волоконная оптика») разработали оптические волокна для передачи изображения. Они были применены в световодах, используемых в медицине (в эндоскопии).
В 1962 году был создан полупроводниковый лазер и фотодиод, используемые как источник и приёмник оптического сигнала.
В 1966 году Ч. К. Као и Дж. Хокхем сформулировали требования на систему передачи информации по оптоволокну и показали возможность создания оптоволокна с затуханием менее 20 дБ/км. Они установили, что высокий уровень затухания, присущий первым волокнам (около 1000 дБ/км), был связан с присутствующими в стекле примесями. За эту работу Као в 2009 году получил Нобелевскую премию по физике.
Но только к 1970 году сотрудникам компании Corning Роберту Мауреру и Дональду Кеку удалось получить оптоволокно с низким затуханием — до 16 дБ/км, через пару лет — до 4 дБ/км. Волокно являлось многомодовым и по нему передавалось несколько мод света. К 1983 году был освоен выпуск одномодовых волокон, по которым передавалась одна мода.
Волоконно-оптические линии связи (ВОЛС) впервые были применены в военных целях. В 1973 году ВМС США впервые внедрили волоконно-оптическую линию на борту корабля Little Rock. В 1976 году ВВС США заменили кабельную оснастку самолёта А-7 на волоконно-оптическую, которая весила гораздо меньше. В 1977 году была запущена двухкилометровая ВОЛС, связавшая наземную спутниковую станцию с центром управления.
В 1980 году в США начала работать первая коммерческая ВОЛС между Бостоном и Ричмондом.
В СССР первые волоконно-оптические линии связи на нескольких объектах появились в конце 1980-х годов. Первой российской международной ВОЛС стала подводная магистраль Санкт-Петербург — Альбертслунн (Дания), проложенная к 1993 году АО «Совтелеком»(ныне ПАО «Ростелеком»).
В 2018 году исследователи из исследовательского института NICT Network System и компании Fujikura Ltd, специалисты которой разработали новый тип трёхмодового (трёхканального) оптического волокна, провели эксперимент, во время которого была достигнута скорость передачи информации в 159 терабит в секунду на расстояние 1045 километров. В обычных условиях задержки при использовании многомодового оптоволокна мешают одновременно получать высокие скорости передачи и осуществлять передачу на большие расстояния. И данное достижение является своего рода демонстрацией нового метода преодоления ограничений.

## Материалы
Стеклянные оптические волокна делаются из кварцевого стекла, но для дальнего инфракрасного диапазона могут использоваться другие материалы, такие как фторцирконат, фторалюминат и халькогенидные стёкла. Как и другие стёкла, эти имеют показатель преломления около 1,5.
Изготовления кварцевых волокон проходит в 2 этапа:
1. Получение заготовки-преформы (preform) — цилиндрический стеклянный стержень или трубка.
2. Вытяжка из преформы волокна.

В настоящее время развивается применение пластиковых оптических волокон. Сердечник в таком волокне изготовляют из полиметилметакрилата (PMMA), а оболочку — из фторированных PMMA (фторполимеров).

## Конструкция
Оптическое волокно, как правило, имеет круглое сечение и состоит из двух частей — сердцевины и оболочки (иногда многослойной, например, двойной). Для обеспечения полного внутреннего отражения абсолютный показатель преломления сердцевины несколько выше показателя преломления оболочки. Сердцевина изготавливается из чистого материала (стекла или пластика) и имеет диаметр 9 мкм (для одномодового волокна), 50 или 62,5 мкм (для многомодового волокна). Оболочка имеет диаметр 125 мкм и состоит из материала с легирующими добавками, изменяющими показатель преломления. Например, если показатель преломления оболочки равен 1,474, то показатель преломления сердцевины — 1,479. Луч света, направленный в сердцевину, будет распространяться по ней, многократно отражаясь от оболочки.
Возможны и более сложные конструкции: в качестве сердцевины и оболочки могут применяться двумерные фотонные кристаллы, вместо ступенчатого изменения показателя преломления часто используются волокна с градиентным профилем показателя преломления, форма сердцевины может отличаться от цилиндрической. Такие конструкции обеспечивают волокнам специальные свойства: удержание поляризации распространяющегося света, снижение потерь, изменение дисперсии волокна и др.
Оптические волокна, используемые в телекоммуникациях, как правило, имеют диаметр 125±1 мкм. Диаметр сердцевины может различаться в зависимости от типа волокна и национальных стандартов.

## Классификация
Оптические волокна могут быть одномодовыми и многомодовыми. Диаметр сердцевины одномодовых волокон составляет от 7 до 10 микрон. Благодаря малому диаметру сердцевины оптическое излучение распространяется по волокну в одной (основной, фундаментальной) моде и, как результат, отсутствует межмодовая дисперсия.
Существует три основных типа одномодовых волокон:
1. Одномодовое ступенчатое волокно с несмещённой дисперсией (стандартное) (SMF или SM, англ. step-index single-mode fiber) определяется рекомендацией ITU-T G.652 и применяется в большинстве оптических систем связи.
2. Одномодовое волокно со смещённой дисперсией (DSF или DS, англ. dispersion-shifted single-mode fiber), определяется рекомендацией ITU-T G.653. В волокнах DSF с помощью примесей область нулевой дисперсии смещена в третье окно прозрачности, в котором наблюдается минимальное затухание.
3. Одномодовое волокно с ненулевой смещённой дисперсией (NZDSF, NZDS или NZ, англ. non-zero dispersion-shifted single-mode fiber) определяется рекомендацией ITU-T G.655.

Многомодовые волокна отличаются от одномодовых диаметром сердцевины, который составляет 50 мкм в европейском стандарте и 62,5 мкм в североамериканском и японском стандартах. Из-за большого диаметра сердцевины по многомодовому волокну распространяется несколько мод излучения — каждая под своим углом, из-за чего импульс света испытывает дисперсионные искажения и из прямоугольного превращается в колоколоподобный.
Многомодовые волокна подразделяются на ступенчатые и градиентные. В ступенчатых волокнах показатель преломления от оболочки к сердцевине изменяется скачкообразно. В градиентных волокнах это изменение происходит иначе — показатель преломления сердцевины плавно возрастает от края к центру. Это приводит к явлению рефракции в сердцевине, благодаря чему снижается влияние дисперсии на искажение оптического импульса. Профиль показателя преломления градиентного волокна может быть параболическим, треугольным, ломаным и так далее.
Полимерные (пластиковые) волокна производят диаметром 50, 62,5, 120 и 980 мкм и оболочкой диаметром 490 и 1000 мкм.

## Применение

### Волоконно-оптическая связь
Основное применение оптические волокна находят в качестве среды для передачи информации в волоконно-оптических телекоммуникационных сетях различных уровней: от межконтинентальных магистралей до домашних компьютерных сетей. Применение оптических волокон для линий связи обусловлено тем, что оптическое волокно обеспечивает высокую защищённость от несанкционированного доступа, низкое затухание сигнала при передаче информации на большие расстояния, возможность оперировать с чрезвычайно высокими скоростями передачи и пропускной способностью даже при том, что скорость распространения сигнала в волокнах может быть до 30 % ниже, чем в медных проводах и до 40 % ниже скорости распространения радиоволн. Уже к 2006 году была достигнута частота модуляции 111 ГГц, в то время как скорости 10 и 40 Гбит/с стали уже стандартными скоростями передачи по одному каналу оптического волокна. При этом каждое волокно, используя технологию спектрального уплотнения каналов, может передавать до нескольких сотен каналов одновременно, обеспечивая общую скорость передачи информации, исчисляемую терабитами в секунду. Так, к 2008 году была достигнута скорость 10,72 Тбит/с, а к 2012 году — 20 Тбит/с. Последний рекорд скорости — 255 Тбит/с.
С 2017 года специалисты говорят о достижении практического предела существующих технологий оптоволоконных линий связи и о необходимости кардинальных изменений в отрасли.

### Волоконно-оптический датчик
Оптическое волокно может быть использовано как датчик для измерения напряжения, температуры, давления и других параметров. Малый размер и фактическое отсутствие необходимости в электрической энергии дают волоконно-оптическим датчикам преимущество перед традиционными электрическими в определённых областях.
Оптическое волокно используется в гидрофонах в сейсмических или гидролокационных приборах. Созданы системы с гидрофонами, в которых на волоконный кабель приходится более 100 датчиков. Системы с гидрофоновым датчиком используются в нефтедобывающей промышленности, а также флотом некоторых стран. Немецкая компания Sennheiser разработала лазерный микрофон, основными элементами которого являются лазерный излучатель, отражающая мембрана и оптическое волокно.
Волоконно-оптические датчики, измеряющие температуры и давления, разработаны для измерений в нефтяных скважинах. Они хорошо подходят для такой среды, работая при температурах, слишком высоких для полупроводниковых датчиков.
С использованием полимерных оптических волокон создаются новые химические датчики (сенсоры), которые нашли широкое применение в экологии, например, для детектирования аммония в водных средах.
Разработаны устройства дуговой защиты с волоконно-оптическими датчиками, основными преимуществами которых перед традиционными устройствами дуговой защиты являются: высокое быстродействие, нечувствительность к электромагнитным помехам, гибкость и лёгкость монтажа, диэлектрические свойства.
Оптическое волокно применяется в лазерном гироскопе, используемом в некоторых моделях машин (для навигации). Волоконно-оптические гироскопы применяются в космических кораблях «Союз». Специальные оптические волокна используются в интерферометрических датчиках магнитного поля и электрического тока. Это волокна, полученные при вращении заготовки с сильным встроенным двойным лучепреломлением.

### Другие применения
Оптические волокна широко используются для освещения. Они используются как световоды в медицинских и других целях, где яркий свет необходимо доставить в труднодоступную зону. В некоторых зданиях оптические волокна направляют солнечный свет с крыши в какую-нибудь часть здания. Также в автомобильной светотехнике (индикация на приборной панели).
Волоконно-оптическое освещение также используется в декоративных целях, включая коммерческую рекламу, искусство и искусственные рождественские ёлки.
Оптическое волокно также используется для формирования изображения. Пучок света, передаваемый оптическим волокном, иногда используется совместно с линзами — например, в эндоскопе, который используется для просмотра объектов через маленькое отверстие.
Оптическое волокно используется при конструировании волоконного лазера.
Военные применения
Оптоволокно нашло применение для управления дронами во время боевых действий на Украине. В этом случае управляющий сигнал передается не по радио, а по сверхтонкому оптоволокну, что позволяет избежать воздействия помех и обеспечивает передачу изображения в высоком качестве (HD). Начиная с 2025 года, как российские, так и украинские войска переходят на управление фронтовыми дронами по оптоволокну. Изначально требуемое оптоволокно как Россия, так и Украина закупали в Китае, при этом покупатели нередко встречались на китайских фабриках, пытаясь сорвать контракты противной стороны.